# ヴォー村
座標: 南緯20度57分33秒 東経164度41分17秒 / 南緯20.9593度 東経164.688度
ヴォー村（ヴォーむら）は、フランスの基礎自治体（コミューン）のひとつで、フランス海外領土の太平洋ニューカレドニア北州にある村である。
「ハート オブ ヴォー」の名で知られる、上から見ると巨大なハートの形に見える植物の航空写真で有名になった。撮影者であるカメラマンのヤン・アルテュス・ベルトランは、自身が出版する本の表紙にこの写真を用いて話題を広めることに貢献した。
ヴォー村はまた、ニッケルを産出するコニアンボ鉱山から最寄の大きな居住地であり、チャンダンと呼ばれる季節労働者のベトナム人鉱夫が1800年代から1940年代まで住んでいた。
1996年の人口統計によると諸民族の構成は、先住民族「カナック」が67.4%、ヨーロッパ系民族 25.2%、ポリネシアン 2.8%、その他 5.1%となっている。

## フランスによる植民地の設立
1865年、カナックの戦士たちは近くで砦を建設する労働者を殺害し、砦が1869年に放棄されるといった衝突ののち、1891年、フランス政権は、ヴォー村をフランスからの自由な移民に適した場所であると定め、カナック民が自発的に放棄したとされる川の右岸の土地を農業のために割り当て、道もない約950ヘクタールの土地を住宅と耕作地、放牧に区分けした。1892年後半までには、ジョルジュ・ワイス、ジャン＝フランソワ・ジョクトー、アレクサンドル・ポロとクロード・ルーソン、ジャン＝バティスト・ミランドンと前陸軍士官パンクラス・メナールとマリン・ポンセを含む23人のヨーロッパ人が到着し、耕作を始めた。入植地は、後に川の左岸に拡大。そして1894年にポール・フィレット知事が訪れ、演説で入植の成功を強調した。現在では、より持続可能なコーヒー生産への転換がおこなわれている。

## 現在
鉱業は、雇用と住居の発展による地域への新たな富と、一時的な労働人口の増加に関連した問題をもたらした。

## ヴォー村の人物
最も有名な人物は、1936年にベトナムの強制労働収容所に送られ、そして、後に巨大なコニアンボ鉱山の企業SMSPの支配的利権を持つ幹部となった、アンドレ・ダンヴァンニャチャンである。アンドレの父は1937年の波止場の建設中に亡くなり、ヴォー地内の墓地に埋葬されている。